# Sefardski Judje
Sefardski Judje ali Sefardi (iz hebrejščine  ספרדים,  «Judje iz Španije»), so Judje, ki so živeli v Španiji do leta 1492 ter vsi njihovi potomci, ki živijo na Iberskem polotoku ali drugih  koncih sveta, vendar ostajajo povezani s špansko kulturo.
Danes sefardsko skupnost sestavlja okoli dva milijona članov, največji delež le-teh prebiva v Izraelu, Franciji, Združenih državah Amerike, Turčiji in Argentini. Sefardske skupnosti prav tako lahko najdemo v Kanadi, Nizozemskem, Italiji, Srbiji, Bosni in Hercegovini, Maroku, Alžiriji, Tuniziji, Kubi, Mehiki, Gvatemali, Hondurasu, Nikaragvi, Kostariki, Panami, Venezueli, Kolumbiji, Ekvadorju, Peruju, Braziliji in Čilu.
Številčno najmočnejša sefardska skupnost v bližini Slovenije je bila v Sarajevu, kjer je med skupno 70 000 prebivalci Sarajeva živelo 10 000 Sefardov. Danes v mestu živi nekaj sto Sefardov. Na Hrvaškem sefardska skupnost šteje do nekaj sto pripadnikov. V Dubrovniku je najstarejša sefardska sinagoga na svetu. V Sloveniji živi do nekaj deset sefardskih Judov.
V 19. stoletju se je termin Sefard uporabljal tudi za vse judovsko, ki ni bilo aškenazovskega izvora (Aškenazi so bili Judje nemškega, srednjeevropskega ali ruskega izvora). V to klasifikacijo so tako spadali tudi Judje arabskega izvora, iz Perzije, Armenije, Gruzije, Jemna ter Indije, ki pa niso imeli nobene povezave z ibersko kulturo, po kateri so poznani Sefardi. Razlog, da se je uporabljal ta termin, je bil v podobnostih v cerkvenem obredu in izgovarjavi hebrejščine, ki so si jo delili Sefardi z ostalimi prej omenjenimi ljudstvi (ki pa so jasno različne od cerkvenih obredov in izgovarjave Aškenazev).
Judje so ustvarili napredne skupnosti v večini španskih mest. Izpostavimo  lahko skupnosti v mestih: Ávila, Burgos, Córdoba, Granada, Jaén, León, Málaga, Segovia, Sevila, Soria, Toledo, Tudela, Vitoria in Calahorra. V času Aragonske krone so bile pokrajine Zaragoza, Gerona, Barcelona, Tarragona, Valencija in Palma de Mallorca ene izmed najbolj razvitih. V nekaterih skupnostih so v glavnem živeli le Judje.
Na Portugalskem, kjer ima korenine veliko slavnih sefardski družin so se razvile aktivne skupnosti v Lizboni, Evori, Beji in v regiji Trás-os-Montes.

## Izvor in uporaba termina Sefard
Sefarad (v hebrejščini, ספרד) je biblijsko ime, ki ga judovska tradicija povezuje z Iberskim polotokom. Tako se v hebrejskem jeziku beseda Sefarad nanaša na vse kar je povezano s Španijo in Portugalsko. Zdi se, da se identifikacija pojma Sefarad in Iberskega polotoka ni zgodila v srednjem veku, temveč po izključitvi Judov leta 1492. Hebrejski termin Sefarad in španska beseda sefardí se bolj pogosto začneta uporabljati od konca 20. stoletja naprej. Le-ta se nanaša na Iberski polotok in Jude, ki so bili tam rojeni ter njihove kasnejše potomce.

## Judje na Iberskem polotoku do izgona leta 1492

### Prve skupnosti
Feničanski prstan iz 7. stoletja pr. n. št., najden v Cádizu s paleo-hebrejskimi oznakami in amfora na kateri sta dva hebrejska simbola iz 1. st., najdena na Ibizi, so le nekateri izmed dokazov za zgodnjo prisotnost Judov na Iberskem polotoku. Skupnost Judov na današnjem španskem ozemlju se je povečala med punskimi vojnami (218-202 pred n. št.), ko se je Rimski imperij polastil Iberskega polotoka. Judovsko prebivalstvo  je začelo naraščati nekaj stoletij kasneje, kot posledica osvajanja Judeje s strani rimskega generala Tita Flavija pod poveljstvom cesarja Vespasiana. Ocenjuje se, da je se je v rimski Hispaniji v prvih desetletjih diaspore naselilo okoli 80 000 ljudi iz Palestine. Ta številka se je kasneje še znatno povečala.

### Vizigotska Hispanija
Vizigoti sprva niso kazali nobenega interesa, da bi preganjali Jude. Lahko so živeli mirno življenje, imeli politične in meščanske pravice, dovoljeno jim je bilo opravljati poklice v javnem sektorju. Preobrat se je zgodil, ko je kralj Recaredo I. za svojo uradno vero izbral krščanstvo. Sklical je Tretji koncil v Toledu, kjer je sprejel protijudovske zakone. Začelo se je obdobje preganjanja, izolacije in zavračanja Judov. Prav tako se v tem času oblikujejo tudi prve aljame in judovske četrti. Aljama v kastiljščini pomeni skupnost Judov in Mavrov na določenem ozemlju v srednjem veku.

### Al-Ándalus, Mavrska Iberija oz. Islamska Iberija
Po smrti zadnjega vizigotskega kralja Rodriga, se je skoraj celotna Španija preoblikovala v arabski kalifat, imenovan Al – Ándalus oziroma Mavrska Iberija. Pri osvojitvi polotoka so Muslimanom pomagali Judje. Le-ti so jih sprejeli z navdušenjem, saj so jih rešili iz težkega položaja v času vizigotske Kraljevine iz Toleda.
Od  leta 711 so se judovske četrti povečevale po velikosti in številu po celotnem polotoku. Zmaga berbera Táriqa ibn Ziyada je zagotovila boljše pogoje za njihovo življenje. O religioznih odnosih med Muslimani in Judi govori tudi muslimanska sveta knjiga Koran, ki navaja, da morajo biti odnosi do Judov tolerantni in prijateljski. Judje so bili naslovljeni z imenom »Ljudstvo ali ljudje knjige« in so jih smatrali za vernike, ki so živeli v skladu z Božjo besedo ter jih tudi imenovali za svoje božje brate.
Andaluzijska judovska skupnost je bila v tem obdobju največja, najbolje organizirana in najbolj kulturno napredna. Številni Judje iz drugih evropskih držav in držav z arabsko prevlado so se preselili v Al Ándalus, kjer so se vključili v obstoječo skupnost in jo obogatili v vseh pogledih. Mnogi od njih so sprejeli arabski jezik in zasedli mesta na visokih vladnih položajih, v finančnih ali trgovskih dejavnostih. Islam je prepovedoval Muslimanom, da se ukvarjajo s finančnimi dejavnostmi.  Prav tako je podobno veljalo za Kristjane, ki so menili, da je ta dejavnost bogokletna. To je pomenilo, da so Judje pridobili delovna mesta blagajnikov, pobiralcev davkov, menjalcev in posojevalcev denarja.
Pod islamsko oblastjo je hebrejska kultura na polotoku dosegla svojo največjo slavo. Judje so uspešno gojili umetnost, znanost, medicino, astronomijo in matematiko. Največji pa je bil prispevek k verskim študijam in filozofiji. Izstopajo nekatera imena, kot so cordobski rabin Moshé ibn Maimón, poznan kot Maimónides, ki se je od ostalih razločeval po svojih prispevkih k medicini in filozofiji. Njegova dela kot so Guía de perpeljos in komentarji k Teshuvotu, so znatno vplivali na nekatere cerkvene zdravnike, predvsem na Tomaža Akvinskega.
Na področju matematike se jim pripisuje uvedba in uporaba indoarabskih številk v zahodni Evropi, Azraquel de Sevilla napiše izčrpno študijo o teoriji enačb Diofanta iz Aleksandrije, medtem ko Abenezra iz Calahorre piše o posebnostih cifer (1-9) v Sefer ha-Eshad, razpravo o aritmetiki v Sefer ha-Mispad in izdela astronomske table. Že leta pred rekonkvisto je Juan Seviljski prevedel velik del algebre Mohammeda al-Khwarismija, ki so jo kasneje uporabljali matematiki kot so Niccolo Tartaglia, Gerolamo Cardano in François Viète.
V andaluzijskem stilu je bila v Toledu zgrajena Sinagoga del Tránsito (de Samuel Ha-levi), ki je bila najboljši primer judovske arhitekture tistega obdobja, prav tako kot sinagoga v Córdobi.
Kljub uspehu je bila Judovska skupnost v tem času podvržena tudi zaporednim pogromom s strani Muslimanov. Izpostaviti je potrebno masaker v Granadi leta 1066 ter preganjanje pod oblastjo Almoravidov in Almohadov, ki je najverjetneje zdesetkalo judovske četrti. Številne družine so pobegnile na krščanska ozemlja, predvsem v Kraljevino Toledo.

## Izgon z Iberskega polotoka
Sefardski Judje so bili na udaru krščanske vere in njenih voditeljev celotno 15. stoletje. Slabšanje položaja, inkvizicija in preganjanja so vplivala na njihovo dokaj dobro življenje v Španiji, ki so jo dojemali kot svojo domovino. Ob preganjanjih so raje prestali krst in se spreobrnili ter prestopili v krščanstvo, kar je pomenilo, da lahko ostanejo v svoji domovini. Dokončen izgon Judov iz Španije, ki se je zgodil leta 1492, je bil projekt španske inkvizicije, ki jo je vodil Tomás de Torquemada. Slednji je verjel, da kakor dolgo bodo Judje ostali v Španiji, tako dolgo bodo vplivali na nove kristjane, kot so imenovali Jude, ki so se pokristjanili in prestopili v krščansko vero.
Kralja Ferdinand in Izabela sta leta 1492 v Granadi podpisala dekret, ki je navajal, da se morajo Judje izseliti ali pokristjaniti. V tem kratkem času so bili prisiljeni zapustiti svoje domove, službe in sorodnike. Prodali so svoje imetje pod povprečnimi cenami in se odpravili na pot ali pa sprejeli krščansko vero kot svojo edino. Iz države jim je bilo prepovedano odnesti zlato, denar in srebrnino.

## Sefardska diaspora
Zaradi prisilnih pokristjanjevanj leta 1391 in nato še izgona se je začela oblikovati sefardska diaspora. Njena značilnost je bila, da so Sefardi ohranili svoj jezik ladino. Sefardske skupnosti so živele ločeno od ostalih judovskih skupnosti vse do druge svetovne vojne.
Izgoni in pregoni so potekali v različnih smereh. Tisti Judje, ki so prej živeli v Kastiliji so bežali na Portugalsko. Iz Aragonije in Navarre so se naselili v severni Afriki, Italiji in  Osmanskem cesarstvu. Po ediktu pregona iz Portugalske leta 1497 je sledil še enak edikt za Navarro leta 1498. Judje so zlorabe trpeli tudi v severni Afriki, zato se je veliko beguncev po izgonu Vrnilo nazaj, in sicer po letu 1492, ter sprejelo krščansko vero. S tem so tudi postali novi kristjani. Judje, ki se niso želeli spreobrniti v krščanstvo pa so iz Portugalskega kraljestva odšli na sever Evrope (Velika Britanija ali Flandrija).
Bolje se je godilo tistim, ki so prečkali današnjo Italijo in se preselili na območja Otomanskega cesarstva, severne Afrike, Bližnjega vzhoda in Balkana. Sultan Bajazid II. je ukazal naj jih ljudje sprejmejo odprtih rok. Ob neki priložnosti je celo dejal »Tega, ki ga imenujete za kralja, ki je pustil obubožati svoje države, da bi obogatil moje?« Isti sultan je omenil veleposlaniku, ki ga je poslal Karel V. »da je zelo vesel, da so izgnali Jude iz Kastilije, saj so s tem izgnali bogastvo.«
Poleg svoje vere ohranili tudi navade svojih prednikov in še posebej so do današnji dni ohranili uporabo španskega jezika. Jezik, ki ni več takšen kot se je govoril v Španiji iz 15. stoletja, saj se je spreminjal skozi čas. Sefardi nikoli niso pozabili na zemljo svojih prednikov, vendar pa so do nje gojili mešana čustva. Po eni strani so čutili zamero, zaradi tragičnih dogodkov iz leta 1492, po drugi pa nostalgijo izgubljene domovine. Tekom sefardske diaspore so se razvila pomembna mesta in hkrati pomembna judovska središča: Amsterdam,Safed, Carigrad, Solun in London.

### Jezik ladino
Ladino je jezik, ki je znan tudi pod imenom judovska španščina, ki so ga izoblikovali Judje v svojih začetkih na španskih tleh. Ladino se je začel še bolj uporabljati v času po njihovem izgonu leta 1492. Kasneje se jezik ni več razvijal, ampak so samo nadaljevali z njegovo uporabo na območjih, kamor so se preselili. Omenjen jezik, se v osnovi naslanja na besedišče in slovnico iz 14. in 15. stoletja. Dlje od Španije kot so odšli, manj se je jezik razvijal. Tisti, ki so odšli v Amsterdam, Združeno kraljestvo in Italijo, so še vedno ohranjali ladino in so bili v stiku s Španijo. V Osmanskem cesarstvu pa so jeziku dodajali hebrejske, arabske, grške in turške besede. Le-ta je postal skoraj neprepoznaven v primerjavi z osnovnim ladino jezikom. Orientalska različica ladino jezika se je uporabljala v predelih Turčije, zahodna ladino različica pa v Grčiji, Makedoniji, Bosni in Hercegovini, Srbiji in Romuniji. Besedišče jezika je vezano na veliko arhaičnih besed, ki se jih v moderni španščini ne uporabljajo več. Ladino jezik v današnjem času uporablja še okoli 100 000 Sefardov, ki večinoma živijo v Izraelu, še vedno pa ga je možno najti tudi med skupnostmi v Grčiji, Turčiji ter celo v Latinski Ameriki. Oživljanje znanja jezika ladino je postalo zelo priljubljeno v ZDA, Izraelu, Sarajevu in Beogradu.

## Sefardi v Otomanskem cesarstvu
Velik del izgnanih Judov se je naselil v Otomanskem cesarstvu, ki je doživljajo svoj višek. Sultan Bajazid II., je dovolil judovske naselbine po celotnem imperiju. Pošiljal je ladje otomanske flote v španska pristanišča in nekatere celo osebno sprejel na pomolih Konstantinopla. Zelo znan je izrek: "Gönderenler kaybeder, ben kazanırım" — «Tisti, ki so jih poslali, so izgubili, jaz zmagujem.» Sefardi so oblikovali štiri skupnosti v Otomanskem cesarstvu, veliko večje kot katerekoli na Iberskem polotoku. Največji sta bili skupnosti v Solunuin Carigradu, medtem ko sta bili v turških pristaniščih Izmir in Safed veliko manjši. Sefardski Judje so ustanovili svoje skupnosti v skoraj vseh pomembnejših mestih imperija, v Sarajevu, Beogradu, Bitoli, Sofiji, Bukarešti, Aleksandriji in drugih.
Sefardi so se redko mešali z avtohtonim prebivalstvom v mestih, kjer so se naselili. Večina sefardskih Judov je bila izobražena in višjega socialnega stanu kot domačini, kar jim je omogočalo, da so ohranili nedotaknjene svoje tradiciji in najpomembnejše, svoj jezik. Niso se asimilirali z ostalimi, temveč so oni asimilirali ostale skupnosti, med njimi magrebske, turške, grške, sirske in palestinske Jude. Ti so sprejeli tudi njihov ladino jezik. Sefardi so skoraj pet stoletij govorili staro kastiljščino, danes poznano kot judovsko-španski jezik ali ladino, ki so ga prinesli iz Španije. Jezik se je razlikoval od jezika Sefardov, ki so se naselili na Nizozemskem in v Združenem kraljestvu. Njihove sposobnosti na področju poslov, financ in trgovine so jim dovolile napredovati, v največ primerih so dosegli visok življenjski standard. Višji judovski sloji so bili v zelo dobrem odnosu z elito otomanske družbe, pa tudi z dvorom, kjer so se zaposlili kot vezirji, finančniki, zdravniki, svetovalci ali celo kot priležnice ali žene v sultanovih haremih. Najpomembnejše sefardske družine so finančno podpirale otomanske vojaške kampanje. Nekateri člani pa so si celo prislužili položaj visokih častnikov. Sefardi so v miru živeli 400 let, dokler se v Evropi nista začeli obe svetovni vojni.

### Otomanski Solun
Mesto Solun v grški Makedoniji je doživelo pomembno spremembo, ko so sprejeli skoraj 250 000 izgnanih Judov iz Iberskega polotoka. Pristaniško mesto, ki so ga v preteklosti naseljevala predvsem grška, turška in bolgarska ljudstva je sestavljalo konec 19. stoletja skoraj 65 % Sefardov.  Že od začetka so si domove v tem mestu ustvarili predvsem Judje iz Galicije, Andaluzije, Aragona, Sicilije in Neaplja. Na judovsko-španski jezik je vplivala galicijska slovnica in nekatere italijanske besede. V Solunu so bile četrti, skupnosti in sinagoge, ki so pripadale vsaka svojemu španskemu mestu in regiji. Kal de Kastiya, Kal Aragon, Otranto, Palma, Siçilia, Kasseres, Kuriat, Albukerk, Evora y Kal Portugal so primeri četrti in sinagog, ki so obstajale v mestu konec 19. stoletja in so dokaz, da Sefardi nikoli niso pozabili na svojo preteklost in na svoje iberske korenine.
Hebrejska prisotnost v Solunu bila tako pomembna, da se je judovsko-španski jezik spremenil v linguo franco za vse socialne in trgovske povezave med Judi in ostalimi ljudstvi. Dan obveznega počitka v mestu, je v nasprotju z muslimanskim petkom ali katoliško nedeljo, bila sobota, ker je bila večina trgovcev Sefardov. Mirno sožitje med posamezniki treh ver je pripeljalo celo do vzpostavitve odnosov med družinami različnih veroizpovedi. Še danes ima veliko prebivalcev Soluna med svojimi predniki vsaj enega Sefarda.
Solunska skupnost, ki je bila nekoč največja na svetu in so jo celo imenovali Mati Izraela, ima danes zelo malo predstavnikov, saj je bilo skoraj 80 % prebivalcev žrtev holokavsta. Poleg tega so se nekateri  izselili v ZDA in Francijo pred drugo svetovno vojno ali pa kasneje v Izrael.

### Uničenje otomanskih skupnosti
Od starih sefardski skupnosti Otomanskega imperija je danes ostalo zelo malo. Lahko bi dejali, da je bilo prvo desetletje 20. stoletja zadnje desetletje obstoja sefardskih skupnosti, še posebej tistih na grškem ozemlju. Nacionalistično gibanje, ki je nastalo v Grčiji kot posledica gibanja za neodvisnost, je močno vplivalo na prebivalce mesta Solun, ki je bilo v začetku 20. stoletja še vedno otomanskih rokah. Poraz Otomanskega imperija v prvi svetovni vojni je za grške skupnosti pomenilo konec njihovih privilegijev in kasneje popolno uničenje.
Priključitev Makedonije h Grčiji je povzročila nasilne antisemitske demonstracije, ki naj bi jih usmerjali celo nekateri vodilni grške ortodoksne cerkve in člani nacionalističnih političnih strank. Takrat mnogi Sefardi začeli odhajati. Velik vpliv je na izobražene Sefarde imela Izraelska univerzalna aliansa, ki je povzročila, da so se mnogi preselili v Francijo, medtem ko so se drugi preselili v Združene države Amerike. Mnogo Sefardov je ostalo brez državljanstva, saj so bili od svojega rojstva prijavljeni kot prebivalci Otomanskega cesarstva, ki pa je nehalo obstajati leta 1923. Čeprav je v nekaterih primerih Grčija izdala potne liste in jim zagotovila, da so postali prebivalci kraljestva, le-tega nikoli niso obravnavali kot nove »domovine«.
Po drugi strani pa judovske četrti v Carigradu in Izmirju niso občutile večjih sprememb, saj so postale del Turške republike pod oblastjo Mustafe Kemala Atatürka. Prebivalci so bili še vedno zaščiteni kot turški državljani. Atatürk je odpravil kalifat, kar je pomenilo sekularizacijo turške države. Turške judovske četrti so ostale varne skoraj celotno 20. stoletje in šele od ustanovitve izraelske države naprej so začele postopoma razpadati.
Judovska četrt v Bukarešti je doživela podobno usodo kot bogata in mogočna skupnost iz Soluna. Zaradi svoje majhnosti so bile judovske četrti v Jugoslaviji tarča politične ravnodušnosti in niso bile podvržene poškodbam ter še danes ostajajo takšne kot pred nekaj stoletji.

## Druga svetovna vojna in holokavst
Od začetka druge svetovne vojne je judovska skupnost celega sveta utrpela dramatičen upad. Večina njenih članov se je razkropila, se izselila v države kot so Argentina, Brazilija, Venezuela, Mehika, Paragvaj, Čile ali pa so umrli kot žrtve holokavsta.
Hitlerjev pohod proti oblast so spremljali bolj ali manj energični znaki zaskrbljenosti in obsodbe različnih vlad. V primeru Španije je bil ta proces praktično sočasen kampanji, ki so jo v prvi vrsti upravljale prve vlade Republike – vendar so začetki segali že v čas diktature Prima de Rivere.  Javnosti so se predstavljali kot naklonjeni vrnitvi Judov v Španijo in vrnitvi državljanstva potomcem v preteklosti izgnanih Judov. Ta kampanja v praksi ni bila izvedljiva, saj je obstajalo veliko nasprotnikov družinam, ki so želele vrniti. Vendar pa je imela velik odmev tudi v drugih judovskih skupnostih, ne le v sefardskih, saj so jo videli kot možnost, da bi pobegnili krempljem tretjega rajha. Na koncu kljub prizadevanjem voditeljev kot so bili Moises Ajuelos in drugi, ki so izčrpali politične in administrativne poti za nacionalizacijo sefardskih Judov, so bili vedno pomembnejši notranji razlogi. Vrnitev sefardskih Judov v Španijo je v tem obdobju ostala le v obljubah in izjavah, ki so dajali ugled Republiki. V življenjih Judov, ki so bili preganjani zaradi nacizma pa se nič ni spremenilo.
Leta 1940 so nemške vojaške enote zasedle Francijo, kjer so povzročile deportacijo in preganjanje vse judovskih prebivalcev, vključno s sefardskimi. Leta 1941 je sledila okupacija Grčije, ki je dokončno uničila judovsko četrt v Solunu, saj so nacisti iztrebili več kot 96,5 % vseh tam živečih Sefardov. Od 56 200 posameznikov iz leta 1941 naj bi jih ostalo do samo 1 240 v letu 1945. Nekatere so odvedli v koncentracijska taborišča v Nemčijo in na Poljsko. Po izgubi številčne sefardske skupnosti, ki je živela na Balkanu, judovsko-španski jezik pade v obdobje hude krize, saj je ostalo le malo govorcev. Nekateri, ki so preživeli grozote holokavsta so se vrnili v Solun, kjer živijo še danes. Vendar pa se je mesto skozi čas korenito spremenilo, kjer ni več ostankov judovske skupnosti, ki je cvetela v času Otomanskega cesarstva.

### Franco in Sefardi med holokavstom
Politika diktature generala Franca je bila v zvezi z Judi, ki so bežali pred nacističnim preganjanjem med drugo svetovno vojno, pogojena s tesnim odnosom njegovega režima s Hitlerjem, vsaj od leta 1943, ko zavezniki prevzamejo pobudo v vojni.
Španskim konzulom v Nemčiji in državah, ki so bile pod njeno oblastjo so naročili, da ne smejo izdajati potnih listov ali viz Judom, ki so zanje prosili. Vendar pa večina španskih diplomatov tega ukaza ni upoštevala in poskrbela za Jude, zlasti za Sefarde, ki so izjavili, da imajo status zaščitenega, čeprav le-ta ni bil več v veljavi. Diplomati, ki so nasprotovali navodilom in naredili vse kar je bilo v njihovi moči, da bi rešili družine v smrtni nevarnosti, so bili med drugimi tudi Bernardo Roldán, Eduardo Gasset y Sebastián Radigales, konzuli v Parizu in Atenah; Julio Palencia Álvarez, Ángel Sanz Briz, ki so bili zadolženi za posle v Bolgariji in na Madžarskem; Ginés Vidal, ambasador v Berlinu in njegov sodelavec Federico Oliván.
Leta 1949, ko je režim trpel zaradi mednarodne izolacije, je frankistična propaganda izumila mit o »Francu, rešitelju Judov«, še posebej sefardskih.  Uspeh kampanje in mita, ki so ga ustvarili, je bil tako velik, da se je obdržal celo do sedanjosti.

## Sefardi danes
Sefardska skupnost je danes najštevilčnejša v Izraelu, kjer že iz otomanskih časov obstajala skupnost v Safedu. Obstajajo tudi skupnosti v Tel Avivu, Haifi in Jeruzalemu. Svoje predstavnike imajo v izraelskem parlamentu, in celo rabina, ki je deluje kot vodja skupnosti, Shlomo Amar.
Uničenje skoraj cele sefardske skupnosti med holokavstom je prispevalo k znižanju števila govorcev jezika ladino. To je spodbudilo člane sefardske skupnosti, še posebej v ZDA in Izraelu, k ohranjanju jezika in spodbujati kulturne in znanstvene dejavnosti. Ustanovili so različne organe, ki se posvečajo študiju jezika ladino, revije natisnjene v tem jeziku, fundacije, predvajajo radijske programe, jezikovni tečaji ladina itd.
Leta 1982 je Španija priznala državljanstvo vsem Sefardom, ki so lahko dokazali jasno povezanost z državo. Po navadni poti je rok za pridobitev državljanstva dve leti, vendar je bil leta 2015 odobren zakon, ki je poenostavil postopek.
V današnjih dneh je na Iberskem polotoku prisotnih veliko Sefardov, ki še vedno živijo v skladu s svojo tradicijo in običaji. V Sevilji živi judovska skupnost, ki šteje 30 družin oziroma 100 članov. V Madridu ima 5000 Judov svojo sinagogo, ki je bila sezidana leta 1968. Barcelonska judovska skupnost šteje 3000 članov in ima dve sinagogi, mikhvo ter knjižnico. Málaga je danes mesto z 1200 judovskimi prebivalci, ki imajo svojo sinagogo ter pokopališče. Prav tako imajo svoje prostore, kjer se poučuje Talmud in Tora. Mesta z manjšim številom judovskih skupnosti so še Valencija, Alicante in Majorka.

## Sefardska kultura

### Umetnost
Judovske ulice, ki so nekoč predstavljale središče judovskega življenja, so se do danes v večini slabo ohranile. Tako je le malo takih, ki so še danes vidne in malo četrti, ki pričajo o judovski zgodovini Španije. Ena najpomembnejših mest je bila Córdoba, saj se je tam razvila velika judovska skupnost med obzidjem in mošejo. Še danes je vidna ulica, značilna za staro aljamo imenovana »ulica Judov«, kjer se nahaja tudi sinagoga, ena od še ohranjenih v Španiji. V Toledu se nahajata dve znani in ohranjeni sinagogi – Sinagoga de Samuel ha Levi o del Tránsito in Sinagoga de Santa Maria la Blanca o Mayor.

### Glasba
Glasba srednjega veka Španije je bila poleg arabskih in krščanskih prepletena tudi z judovskimi elementi. Besedila pesmi so lahko zapisana v hebrejščini (to posebej velja za verske pesmi) in v ladino jeziku. Sefardska glasba se je rodila pri španskih Judih, ki so živeli v Kastiliji in Aragonu, kjer so prirejali popularne kastiljske pesmi do njihovega izgona, v času katoliških kraljev. Najpogostejše so bile ljubezenske teme, čeprav izstopajo tudi uspavanke in poročne pesmi. Pri sefardski glasbi je ključnega pomena petje, instrumenti so tisti, ki služijo le za spremljavo. Pri tem so melodije ritmične, s ponavljajočimi se verzi. Instrumente so Sefardi prevzeli od Grkov, Turkov, Maročanov, tako so uporabljali mandoline, lutnje, violine in preproste bobne. Ob izgonu so Sefardi glasbo in tradicije vzeli v Turčijo, Grčijo in Bolgarijo, države kamor so se naseljevali. Znali so ohraniti pesmi v kastiljščini, ki so jih podedovali od svojih iberskih prednikov, nato pa so skozi stoletja dodajali nove besede in elemente. S sefardsko glasbo, ki jo še vedno izvajajo po Mediteranu, si danes lahko predstavljamo kako je zvenela glasba v srednjem veku.

### Kulinarika
Sefardi so se držali strogih navodil, ki jih narekuje judovska vera glede uživanja hrane. Judje niso smeli jesti kamel, prašičev, zajcev in še drugih živali. Lahko pa so jedli ptice in nekatere ribe (tiste, ki imajo plavuti in luske). Popolnoma je bilo prepovedano uživanje plenilcev.
Značilnosti sefardske kulinarike so tesno povezane s prakso njihove religije, zato lahko rečemo, da je njihova kulinarika sestavni del mediteranske gastronomije zaradi uporabe sestavin iz tega območja Evrope, ki doda nekaj mističnosti pri izdelavi nekaterih tradicionalnih receptov. Prav tako vsebuje vplive iz arabske kuhinje, ki pa je z le ti je pridobila še nekaj značilnosti turške kulinarike.